# Herbert Prohaska
Herbert Prohaska (Vienna, 8 agosto 1955) è un ex calciatore e allenatore di calcio austriaco, di ruolo centrocampista, commentatore televisivo e collaboratore sportivo del quotidiano Kronen Zeitung.

## Biografia
Prohaska è sposato con Elisabeth ed è padre di due figlie, Barbara e Birgit. Il celebre soprannome di Prohaska è Schneckerl. Ciò è dovuto al nome della pettinatura che era solito portare da giovane, capelli lunghi mossi, appunto Schneckerl in dialetto viennese.
Nel romanzo Alles klappt nie ("Non funziona mai tutto") (2005), di Martin Amanshauser, ambientato nel 2020, una delle figure centrali è un allenatore ex-calciatore chiamato Prohaska, e il cui nome non viene specificato, in rotta di collisione con il suo ex-presidente Stronach. Nella realtà, Frank Stronach fu presidente dell'Austria Vienna durante il secondo mandato da allenatore di Prohaska.
Nel 2012 il gruppo musicale SkaBucks, di Linz, gli ha dedicata una canzone, Kick It Like Prohaska, contenuta nell'album che verrà pubblicato il 15 dicembre 2012.

## Caratteristiche tecniche
Giocatore elegante e intelligente tatticamente, autodefinitosi un centrocampista"onesto", Prohaska giocò a zona nell'Austria Vienna, mentre all'Inter fu impiegato come marcatore a uomo.

## Carriera

### Giocatore

#### Club

##### Gli esordi nell'Austria Vienna
Prohaska cominciò la sua carriera professionistica nel 1972 all'Austria Vienna, che lo prelevò dai dilettanti dell'Ostbahn XI. Vestì per la prima volta la maglia violette il 30 luglio 1972, in un'amichevole contro il Wiener AC, nella quale segnò anche il suo primo gol. Nella sua prima stagione giocò 27 partite in campionato, 4 in ÖFB-Cup ed esordì in Coppa UEFA, nella gara di ritorno del primo turno contro i bulgari del Beroe, gara persa 1-3. Già l'anno seguente vinse il suo primo trofeo con l'Austria, la coppa nazionale: nella finale di ritorno contro l'Austria Salisburgo, il 12 giugno a Salisburgo, fu proprio un suo gol all'84º minuto a consentire ai violette di vincere il trofeo, pareggiando la rete del salisburgese Hala, stante il 2-1 dell'andata a Vienna. Anche in quell'occasione il gol decisivo era stato segnato da Prohaska, all'85'.
Nello stesso anno esordì in Nazionale maggiore, il 13 novembre a Istanbul contro la Turchia. Sempre nella stagione 1973-1974, mise a segno un curioso record di gol: 28 reti in 20 partite amichevoli.
La stagione 1974-1975 fu conclusa al 4º posto in campionato, ma le sue 9 reti in 34 presenze, oltre a prestazioni generalmente positive, gli valsero il titolo di calciatore austriaco dell'anno. Nel 1975-1976 vinse il suo primo titolo nazionale, dando un contributo di 9 reti in 33 presenze. Nella stagione successiva arrivò la seconda coppa d'Austria della sua carriera, e anche in questo caso Prohaska lasciò personalmente il sigillo sulla gara, segnando il gol del 2-0 nella gara di ritorno, poi vinta 3-0 (1-0 all'andata) contro il Wiener SC. Ma la stagione 1977-1978 fu quella della ribalta internazionale, Prohaska infatti non solo aiutò la Nazionale austriaca a qualificarsi per i Mondiali d'Argentina, ma raggiunse la finale di Coppa delle Coppe, persa poi contro l'Anderlecht per 0-4. Era la prima volta che una squadra austriaca giocava la finale in una competizione UEFA.
Contemporaneamente, l'Austria Vienna si aggiudicò il campionato nazionale, primo di tre consecutivi.
Nel 1979-1980 vinse entrambe le competizioni nazionali, centrando il double, e attirando così l'attenzione di club stranieri.

##### L'approdo in Italia

Prohaska all'Inter nel 1980

La F.I.G.C. aveva deciso la riapertura delle frontiere, bloccate dal 1966, e dall'estate del 1980 fu di nuovo possibile tesserare giocatori provenienti da un'altra federazione. Herbert Prohaska fu il primo di questi giocatori stranieri, venne infatti ingaggiato dall'Inter allenata da Eugenio Bersellini, campione d'Italia in carica.
Coi nerazzurri rimase per due stagioni, collezionando 28 presenze in Serie A, 4 in Coppa Italia e 8 in Coppa dei Campioni nel 1980-1981, anno in cui disputò le semifinali della coppa continentale; e nuovamente 28 in campionato, 9 in Coppa Italia e 4 in Coppa UEFA l'anno successivo. In campo il 20 maggio 1982 a Torino contro i granata nella finale di ritorno di Coppa Italia, vinse il trofeo nella sua ultima presenza nerazzurra.

Prohaska in azione alla Roma nella stagione 1982-1983

Dopo il Mondiale spagnolo rimase in Italia, trasferendosi - non senza polemiche - alla Roma. Prohaska si sentì tradito dall'Inter.. Nonostante ciò, nel corso della stagione il suo apporto si rivelò fondamentale per la conquista dello scudetto, facendo ricredere gli scettici. Fu la sua ultima stagione italiana: a dispetto dei due anni di contratto, infatti, nell'estate 1983 tornò in patria accasandosi all'Austria Vienna.

##### Gli ultimi anni di carriera
Nel 1983-1984 vinse il campionato coi violette, impresa replicata nei due anni seguenti. Nel 1985 fu premiato come calciatore austriaco dell'anno per la seconda volta in carriera, e l'anno seguente ottenne il double, sconfiggendo in un'incerta finale di coppa il Rapid ai tiri di rigore (6-4). Furono quelli i suoi ultimi successi da giocatore, rimase all'Austria Vienna fino al 1988-1989 giocando sempre titolare in campionato, e si ritirò al termine di quella stagione. La sua ultima partita fu contro il Grazer AK, il 9 giugno 1989, una vittoria per 5-0.
Il suo totale all'Austria Vienna è di 585 presenze e 133 reti in partite ufficiali, 787 e 263 contando anche le amichevoli.

#### Nazionale
Prohaska giocò regolarmente con la nazionale austriaca per 15 anni. Dall'esordio contro la Turchia nel 1974 all'addio contro l'Islanda nel 1989, vestì 83 volte la maglia bianco-nera, segnando 10 reti e prendendo parte a due rassegne iridate, quelle di Argentina 1978 e Spagna 1982.
Divenne un eroe dopo aver segnato il gol della qualificazione al mondiale 1978, a Smirne contro la Turchia; nella fase finale fu presente in tutte le 6 partite, inclusa la partita contro la Germania vinta per 3-2. Dopo aver fallito la qualificazione al campionato d'Europa 1980, ottenne invece quella per i successivi mondiali di Spagna, dove ancora una volta giocò tutte le partite (5), arrivando al secondo turno. In terra iberica, come molti altri giocatori della sua nazionale, accusò un calo di forma dovuto alle preoccupazioni per la carriera nei club, nel suo caso la polemica con la dirigenza dell'Inter.
Assente al campionato d'Europa 1984 e anche al campionato del mondo 1986, Prohaska giocò ancora tre partite nelle qualificazioni per il campionato del mondo 1990, aiutando l'Austria a raggiungere la fase finale, che tuttavia non giocò per via del suo ritiro.
Il totale delle sue presenze e reti in nazionale è talvolta indicato come 84 e 12 rispettivamente: questo è dovuto a una partita contro il Liechtenstein giocata nel 1984 e non considerata ufficiale da FIFA e ÖFB.

### Allenatore
Poco dopo il ritiro cominciò a lavorare come direttore sportivo dell'Austria Vienna, divendone quindi allenatore il 28 marzo 1990.
Come già da giocatore, il suo rapporto col club violette fu vincente: vinse la ÖFB-Cup alla sua prima stagione, il campionato alla seconda, e il double (il terzo della sua carriera) nel 1991-1992. Vinse anche due ÖFB-Supercup.
Lasciò l'incarico il 9 giugno 1992, per allenare la nazionale Under-21 austriaca, dalla quale nel 1993 fu promosso alla nazionale maggiore. Fu commissario tecnico della federazione per sei anni, durante i quali portò l'Austria, vincendo il girone di qualificazione, al campionato del mondo 1998 in Francia, e al miglior piazzamento di sempre nella classifica FIFA, col 17º posto del maggio 1999. Al mondiale francese gli austriaci si presentano a suo dire in ritardo di condizione, sicché la nazionale uscì già nella fase a gironi, dietro alle qualificate Italia e Cile e a pari punti col Camerun, raccogliendo solo due pareggi con sudamericani e africani.
Nel 1999 si dimise, dopo una débâcle per 9-0 contro la Spagna nelle qualificazioni al campionato d'Europa 2000. Il suo bilancio sulla panchina austriaca è di 25 vittorie, 9 pareggi e 17 sconfitte in 51 partite, con 96 gol fatti e 73 subiti.
Dal 30 maggio 1999 al 3 maggio 2000 divenne nuovamente allenatore dell'Austria Vienna, prima del suo definitivo ritiro.

### Dopo il ritiro
Svolse il primo incarico ufficiale in federazione nel giugno 1990, quando fu "ambasciatore" della ÖFB al mondiale in Italia.
Il 15 luglio 2001 scese in campo nuovamente con la maglia dell'Austria Vienna, contro il Bayern Monaco, nell'amichevole organizzata per i 90 anni del club. Subentrato a Michael Wagner, Prohaska dichiarò che non avendo potuto festeggiare con una partita d'addio il suo ritiro nel 1989, lo faceva 12 anni dopo.
Nel novembre 2003, durante i festeggiamenti per il 50º anniversario della UEFA, fu nominato Golden Player dalla federazione calcistica del suo Paese come più forte giocatore austriaco degli ultimi 50 anni. Nello stesso anno ricevette la medaglia d'oro dell'Ordine al Merito della Repubblica Austriaca, dopo che nel 1997 aveva ricevuto quella d'argento. È stato insignito anche della medaglia d'oro dell'Ordine al Merito della Bassa Austria (2005) e della medaglia d'argento dell'Ordine al Merito di Vienna (2008).
Nel 2004 fu votato "calciatore austriaco del secolo", nel corso delle celebrazioni per il centenario della federazione. Prohaska stesso ha dichiarato però di non sentirsi affatto il migliore di sempre.
Attualmente lavora come commentatore tecnico nelle telecronache delle partite di calcio per l'emittente nazionale austriaca, la ORF, e come collaboratore del quotidiano Kronen Zeitung. Per la ORF ha realizzato, nella primavera del 2010, uno show televisivo, Das Match, in cui compare, opposto all'ex-rivale e compagno in Nazionale Hans Krankl, nelle vesti di allenatore di una squadra improvvisata.
Prohaska ha anche una grande passione per la musica e si esibisce spesso come cantante con il gruppo The Real Holy Boys cantando cover di brani pop e rock; tra le canzoni c'è anche Gianna di Rino Gaetano.

## Statistiche

### Presenze e reti nei club
| Stagione              | Squadra               | Campionato            | Campionato | Campionato | Coppe nazionali | Coppe nazionali | Coppe nazionali | Coppe continentali e altre coppe | Coppe continentali e altre coppe | Coppe continentali e altre coppe | Totale | Totale |
| Stagione              | Squadra               | Comp                  | Pres       | Reti       | Comp            | Pres            | Reti            | Comp                             | Pres                             | Reti                             | Pres   | Reti   |
| --------------------- | --------------------- | --------------------- | ---------- | ---------- | --------------- | --------------- | --------------- | -------------------------------- | -------------------------------- | -------------------------------- | ------ | ------ |
| 1972-1973             | Austria Vienna        | NL                    | 27         | 7          | CA              | 4               | 1               | CU                               | 1                                | 0                                | 32     | 8      |
| 1973-1974             | Austria Vienna        | NL                    | 32         | 6          | CA              | 8               | 3               | -                                | -                                | -                                | 40     | 14     |
| 1974-1975             | Austria Vienna        | F-BL                  | 34         | 9          | CA              | 1               | 0               | CdC                              | 3                                | 0                                | 38     | 9      |
| 1975-1976             | Austria Vienna        | 1.D                   | 33         | 9          | CA              | 1               | 1               | CM                               | 3                                | 0                                | 37     | 10     |
| 1976-1977             | Austria Vienna        | 1.D                   | 36         | 8          | CA              | 6               | 3               | CC                               | 2                                | 0                                | 44     | 11     |
| 1977-1978             | Austria Vienna        | 1.D                   | 36         | 7          | CA              | 4               | 2               | CdC                              | 7                                | 0                                | 47     | 9      |
| 1978-1979             | Austria Vienna        | 1.D                   | 28         | 7          | CA              | 1               | 0               | CC                               | 8                                | 0                                | 37     | 7      |
| 1979-1980             | Austria Vienna        | 1.D                   | 34         | 9          | CA              | 6               | 0               | CC                               | 2                                | 0                                | 42     | 9      |
| Totale Austria Vienna | Totale Austria Vienna | Totale Austria Vienna | 260        | 62         |                 | 31              | 10              |                                  | 26                               | 0                                | 317    | 72     |
| 1980-1981             | Inter                 | A                     | 28         | 5          | CI              | 4               | 0               | CC+TC                            | 8+2                              | 1+1                              | 42     | 7      |
| 1981-1982             | Inter                 | A                     | 28         | 3          | CI              | 9               | 1               | CU                               | 4                                | 1                                | 41     | 5      |
| Totale Inter          | Totale Inter          | Totale Inter          | 56         | 8          |                 | 13              | 1               |                                  | 14                               | 3                                | 83     | 12     |
| 1982-1983             | Roma                  | A                     | 26         | 3          | CI              | 8               | 2               | CU                               | 8                                | 0                                | 42     | 5      |
| Totale Roma           | Totale Roma           | Totale Roma           | 26         | 3          |                 | 8               | 2               |                                  | 8                                | 0                                | 42     | 5      |
| 1983-1984             | Austria Vienna        | 1.D                   | 28         | 5          | CA              | 8               | 6               | CU                               | 8                                | 5                                | 44     | 16     |
| 1984-1985             | Austria Vienna        | 1.D                   | 31         | 11         | CA              | 7               | 2               | CC                               | 6                                | 3                                | 44     | 16     |
| 1985-1986             | Austria Vienna        | 1.D                   | 34         | 4          | CA              | 5               | 4               | CC                               | 4                                | 0                                | 43     | 8      |
| 1986-1987             | Austria Vienna        | 1.D                   | 36         | 3          | CA + SA         | 4               | 1               | CC                               | 4                                | 0                                | 44     | 4      |
| 1987-1988             | Austria Vienna        | 1.D                   | 34         | 5          | CA              | 3               | 2               | CU                               | 2                                | 0                                | 39     | 7      |
| 1988-1989             | Austria Vienna        | 1.D                   | 36         | 6          | CA              | 4               | 1               | CU                               | 4                                | 1                                | 44     | 8      |
| Totale Austria Vienna | Totale Austria Vienna | Totale Austria Vienna | 199        | 34         |                 | 31              | 16              |                                  | 28                               | 9                                | 250    | 59     |
| Totale carriera       | Totale carriera       | Totale carriera       | 541        | 107        |                 | 83              | 29              |                                  | 76                               | 12                               | 700    | 148    |

### Cronologia presenze e reti in nazionale
| Cronologia completa delle presenze e delle reti in nazionale ― Austria | Cronologia completa delle presenze e delle reti in nazionale ― Austria | Cronologia completa delle presenze e delle reti in nazionale ― Austria | Cronologia completa delle presenze e delle reti in nazionale ― Austria | Cronologia completa delle presenze e delle reti in nazionale ― Austria | Cronologia completa delle presenze e delle reti in nazionale ― Austria | Cronologia completa delle presenze e delle reti in nazionale ― Austria | Cronologia completa delle presenze e delle reti in nazionale ― Austria |
| Data                                                                   | Città                                                                  | In casa                                                                | Risultato                                                              | Ospiti                                                                 | Competizione                                                           | Reti                                                                   | Note                                                                   |
| ---------------------------------------------------------------------- | ---------------------------------------------------------------------- | ---------------------------------------------------------------------- | ---------------------------------------------------------------------- | ---------------------------------------------------------------------- | ---------------------------------------------------------------------- | ---------------------------------------------------------------------- | ---------------------------------------------------------------------- |
| 13-11-1974                                                             | Istanbul                                                               | Turchia                                                                | 0 – 1                                                                  | Austria                                                                | Amichevole                                                             | -                                                                      |                                                                        |
| 16-3-1975                                                              | Lussemburgo                                                            | Lussemburgo                                                            | 1 – 2                                                                  | Austria                                                                | Qual. Euro 1976                                                        | -                                                                      |                                                                        |
| 2-4-1975                                                               | Vienna                                                                 | Austria                                                                | 0 – 0                                                                  | Ungheria                                                               | Qual. Euro 1976                                                        | -                                                                      |                                                                        |
| 7-6-1975                                                               | Vienna                                                                 | Austria                                                                | 0 – 0                                                                  | Cecoslovacchia                                                         | Amichevole                                                             | -                                                                      |                                                                        |
| 3-9-1975                                                               | Vienna                                                                 | Austria                                                                | 0 – 2                                                                  | Germania Ovest                                                         | Amichevole                                                             | -                                                                      |                                                                        |
| 24-9-1975                                                              | Budapest                                                               | Ungheria                                                               | 2 – 1                                                                  | Austria                                                                | Qual. Euro 1976                                                        | -                                                                      |                                                                        |
| 15-10-1975                                                             | Vienna                                                                 | Austria                                                                | 6 – 2                                                                  | Lussemburgo                                                            | Qual. Euro 1976                                                        | 1                                                                      |                                                                        |
| 19-11-1975                                                             | Wrexham                                                                | Galles                                                                 | 1 – 0                                                                  | Austria                                                                | Qual. Euro 1976                                                        | -                                                                      |                                                                        |
| 12-6-1976                                                              | Budapest                                                               | Ungheria                                                               | 2 – 0                                                                  | Austria                                                                | Amichevole                                                             | -                                                                      |                                                                        |
| 23-6-1976                                                              | Vienna                                                                 | Austria                                                                | 1 – 2                                                                  | Unione Sovietica                                                       | Amichevole                                                             | -                                                                      |                                                                        |
| 22-9-1976                                                              | Linz                                                                   | Austria                                                                | 3 – 1                                                                  | Svezia                                                                 | Amichevole                                                             | -                                                                      |                                                                        |
| 13-10-1976                                                             | Vienna                                                                 | Austria                                                                | 2 – 4                                                                  | Ungheria                                                               | Amichevole                                                             | -                                                                      |                                                                        |
| 10-11-1976                                                             | Kavala                                                                 | Grecia                                                                 | 0 – 3                                                                  | Austria                                                                | Amichevole                                                             | -                                                                      |                                                                        |
| 5-12-1976                                                              | Gzira                                                                  | Malta                                                                  | 0 – 1                                                                  | Austria                                                                | Qual. Mondiali 1978                                                    | -                                                                      |                                                                        |
| 15-12-1976                                                             | Tel Aviv                                                               | Israele                                                                | 1 – 3                                                                  | Austria                                                                | Amichevole                                                             | 1                                                                      |                                                                        |
| 9-3-1977                                                               | Vienna                                                                 | Austria                                                                | 2 – 0                                                                  | Grecia                                                                 | Amichevole                                                             | -                                                                      |                                                                        |
| 17-4-1977                                                              | Vienna                                                                 | Austria                                                                | 1 – 0                                                                  | Turchia                                                                | Qual. Mondiali 1978                                                    | -                                                                      |                                                                        |
| 30-4-1977                                                              | Salisburgo                                                             | Austria                                                                | 9 – 0                                                                  | Malta                                                                  | Qual. Mondiali 1978                                                    | -                                                                      |                                                                        |
| 1-6-1977                                                               | Ostrava                                                                | Cecoslovacchia                                                         | 0 – 0                                                                  | Austria                                                                | Amichevole                                                             | -                                                                      |                                                                        |
| 24-8-1977                                                              | Vienna                                                                 | Austria                                                                | 2 – 1                                                                  | Polonia                                                                | Amichevole                                                             | -                                                                      |                                                                        |
| 24-9-1977                                                              | Vienna                                                                 | Austria                                                                | 1 – 1                                                                  | Germania Est                                                           | Qual. Mondiali 1978                                                    | -                                                                      |                                                                        |
| 12-10-1977                                                             | Lipsia                                                                 | Germania Est                                                           | 1 – 1                                                                  | Austria                                                                | Qual. Mondiali 1978                                                    | -                                                                      |                                                                        |
| 30-10-1977                                                             | Smirne                                                                 | Turchia                                                                | 0 – 1                                                                  | Austria                                                                | Qual. Mondiali 1978                                                    | 1                                                                      |                                                                        |
| 15-2-1978                                                              | Atene                                                                  | Grecia                                                                 | 1 – 1                                                                  | Austria                                                                | Amichevole                                                             | -                                                                      |                                                                        |
| 22-3-1978                                                              | Charleroi                                                              | Belgio                                                                 | 1 – 0                                                                  | Austria                                                                | Amichevole                                                             | -                                                                      |                                                                        |
| 4-4-1978                                                               | Basilea                                                                | Svizzera                                                               | 0 – 1                                                                  | Austria                                                                | Amichevole                                                             | -                                                                      |                                                                        |
| 20-5-1978                                                              | Vienna                                                                 | Austria                                                                | 0 – 1                                                                  | Paesi Bassi                                                            | Amichevole                                                             | -                                                                      |                                                                        |
| 3-6-1978                                                               | Buenos Aires                                                           | Austria                                                                | 2 – 1                                                                  | Spagna                                                                 | Mondiali 1978 - 1º turno                                               | -                                                                      |                                                                        |
| 7-6-1978                                                               | Buenos Aires                                                           | Austria                                                                | 1 – 0                                                                  | Svezia                                                                 | Mondiali 1978 - 1º turno                                               | -                                                                      |                                                                        |
| 11-6-1978                                                              | Mar del Plata                                                          | Brasile                                                                | 1 – 0                                                                  | Austria                                                                | Mondiali 1978 - 1º turno                                               | -                                                                      |                                                                        |
| 14-6-1978                                                              | Córdoba                                                                | Paesi Bassi                                                            | 5 – 1                                                                  | Austria                                                                | Mondiali 1978 - 2º turno                                               | -                                                                      |                                                                        |
| 18-6-1978                                                              | Buenos Aires                                                           | Italia                                                                 | 1 – 0                                                                  | Austria                                                                | Mondiali 1978 - 2º turno                                               | -                                                                      |                                                                        |
| 21-6-1978                                                              | Córdoba                                                                | Austria                                                                | 3 – 2                                                                  | Germania                                                               | Mondiali 1978 - 2º turno                                               | -                                                                      |                                                                        |
| 30-8-1978                                                              | Oslo                                                                   | Norvegia                                                               | 0 – 2                                                                  | Austria                                                                | Qual. Euro 1980                                                        | -                                                                      |                                                                        |
| 20-9-1978                                                              | Vienna                                                                 | Austria                                                                | 3 – 2                                                                  | Scozia                                                                 | Qual. Euro 1980                                                        | -                                                                      |                                                                        |
| 15-11-1978                                                             | Vienna                                                                 | Austria                                                                | 1 – 2                                                                  | Portogallo                                                             | Qual. Euro 1980                                                        | -                                                                      |                                                                        |
| 30-1-1979                                                              | Tel Aviv                                                               | Israele                                                                | 0 – 1                                                                  | Austria                                                                | Amichevole                                                             | -                                                                      |                                                                        |
| 2-5-1979                                                               | Vienna                                                                 | Austria                                                                | 0 – 0                                                                  | Belgio                                                                 | Qual. Euro 1980                                                        | -                                                                      |                                                                        |
| 13-6-1979                                                              | Vienna                                                                 | Austria                                                                | 4 – 3                                                                  | Inghilterra                                                            | Amichevole                                                             | -                                                                      |                                                                        |
| 29-8-1979                                                              | Vienna                                                                 | Austria                                                                | 4 – 0                                                                  | Norvegia                                                               | Qual. Euro 1980                                                        | 1                                                                      |                                                                        |
| 26-9-1979                                                              | Vienna                                                                 | Austria                                                                | 3 – 1                                                                  | Ungheria                                                               | Amichevole                                                             | 1                                                                      |                                                                        |
| 17-10-1979                                                             | Glasgow                                                                | Scozia                                                                 | 1 – 1                                                                  | Austria                                                                | Qual. Euro 1980                                                        | -                                                                      |                                                                        |
| 21-11-1979                                                             | Lisbona                                                                | Portogallo                                                             | 1 – 2                                                                  | Austria                                                                | Qual. Euro 1980                                                        | -                                                                      |                                                                        |
| 2-4-1980                                                               | Monaco di Baviera                                                      | Germania Ovest                                                         | 1 – 0                                                                  | Austria                                                                | Amichevole                                                             | -                                                                      |                                                                        |
| 21-5-1980                                                              | Vienna                                                                 | Austria                                                                | 1 – 5                                                                  | Argentina                                                              | Amichevole                                                             | -                                                                      |                                                                        |
| 4-6-1980                                                               | Budapest                                                               | Ungheria                                                               | 1 – 1                                                                  | Austria                                                                | Amichevole                                                             | -                                                                      |                                                                        |
| 24-9-1980                                                              | Helsinki                                                               | Finlandia                                                              | 0 – 2                                                                  | Austria                                                                | Qual. Mondiali 1982                                                    | -                                                                      |                                                                        |
| 8-10-1980                                                              | Vienna                                                                 | Austria                                                                | 3 – 1                                                                  | Ungheria                                                               | Amichevole                                                             | -                                                                      |                                                                        |
| 15-11-1980                                                             | Vienna                                                                 | Austria                                                                | 5 – 0                                                                  | Albania                                                                | Qual. Mondiali 1982                                                    | -                                                                      |                                                                        |
| 6-12-1980                                                              | Tirana                                                                 | Albania                                                                | 0 – 1                                                                  | Austria                                                                | Qual. Mondiali 1982                                                    | -                                                                      |                                                                        |
| 29-4-1981                                                              | Amburgo                                                                | Germania Ovest                                                         | 2 – 0                                                                  | Austria                                                                | Qual. Mondiali 1982                                                    | -                                                                      |                                                                        |
| 28-5-1981                                                              | Vienna                                                                 | Austria                                                                | 2 – 0                                                                  | Bulgaria                                                               | Qual. Mondiali 1982                                                    | -                                                                      |                                                                        |
| 17-6-1981                                                              | Linz                                                                   | Austria                                                                | 5 – 1                                                                  | Finlandia                                                              | Qual. Mondiali 1982                                                    | 2                                                                      |                                                                        |
| 14-10-1981                                                             | Vienna                                                                 | Austria                                                                | 1 – 3                                                                  | Germania Ovest                                                         | Qual. Mondiali 1982                                                    | -                                                                      |                                                                        |
| 11-11-1981                                                             | Sofia                                                                  | Bulgaria                                                               | 0 – 0                                                                  | Austria                                                                | Qual. Mondiali 1982                                                    | -                                                                      |                                                                        |
| 24-3-1982                                                              | Budapest                                                               | Ungheria                                                               | 2 – 3                                                                  | Austria                                                                | Amichevole                                                             | -                                                                      |                                                                        |
| 28-4-1982                                                              | Vienna                                                                 | Austria                                                                | 2 – 1                                                                  | Cecoslovacchia                                                         | Amichevole                                                             | -                                                                      |                                                                        |
| 17-6-1982                                                              | Oviedo                                                                 | Austria                                                                | 1 – 0                                                                  | Cile                                                                   | Mondiali 1982 - 1º turno                                               | -                                                                      |                                                                        |
| 21-6-1982                                                              | Oviedo                                                                 | Austria                                                                | 2 – 0                                                                  | Algeria                                                                | Mondiali 1982 - 1º turno                                               | -                                                                      |                                                                        |
| 25-6-1982                                                              | Gijón                                                                  | Germania Ovest                                                         | 1 – 0                                                                  | Austria                                                                | Mondiali 1982 - 1º turno                                               | -                                                                      |                                                                        |
| 28-6-1982                                                              | Madrid                                                                 | Francia                                                                | 1 – 0                                                                  | Austria                                                                | Mondiali 1982 - 2º turno                                               | -                                                                      |                                                                        |
| 1-7-1982                                                               | Madrid                                                                 | Austria                                                                | 2 – 2                                                                  | Irlanda del Nord                                                       | Mondiali 1982 - 2º turno                                               | -                                                                      |                                                                        |
| 22-9-1982                                                              | Vienna                                                                 | Austria                                                                | 5 – 0                                                                  | Albania                                                                | Qual. Euro 1984                                                        | -                                                                      | cap.                                                                   |
| 13-10-1982                                                             | Vienna                                                                 | Austria                                                                | 2 – 0                                                                  | Irlanda del Nord                                                       | Qual. Euro 1984                                                        | -                                                                      | cap.                                                                   |
| 17-11-1982                                                             | Vienna                                                                 | Austria                                                                | 4 – 0                                                                  | Turchia                                                                | Qual. Euro 1984                                                        | 1                                                                      | cap.                                                                   |
| 27-4-1983                                                              | Vienna                                                                 | Austria                                                                | 0 – 0                                                                  | Germania Ovest                                                         | Qual. Euro 1984                                                        | -                                                                      | cap.                                                                   |
| 8-6-1983                                                               | Tirana                                                                 | Albania                                                                | 1 – 2                                                                  | Austria                                                                | Qual. Euro 1984                                                        | -                                                                      | cap.                                                                   |
| 21-9-1983                                                              | Belfast                                                                | Irlanda del Nord                                                       | 3 – 1                                                                  | Austria                                                                | Qual. Euro 1984                                                        | -                                                                      | cap.                                                                   |
| 5-10-1983                                                              | Gelsenkirchen                                                          | Germania Ovest                                                         | 3 – 0                                                                  | Austria                                                                | Qual. Euro 1984                                                        | -                                                                      | cap.                                                                   |
| 28-3-1984                                                              | Bordeaux                                                               | Francia                                                                | 1 – 0                                                                  | Austria                                                                | Amichevole                                                             | -                                                                      | cap.                                                                   |
| 18-4-1984                                                              | Vienna                                                                 | Austria                                                                | 0 – 0                                                                  | Grecia                                                                 | Amichevole                                                             | -                                                                      | cap.                                                                   |
| 2-5-1984                                                               | Nicosia                                                                | Cipro                                                                  | 1 – 2                                                                  | Austria                                                                | Qual. Mondiali 1986                                                    | 1                                                                      | cap.                                                                   |
| 12-9-1984                                                              | Copenaghen                                                             | Danimarca                                                              | 3 – 1                                                                  | Austria                                                                | Amichevole                                                             | -                                                                      | cap.                                                                   |
| 26-9-1984                                                              | Budapest                                                               | Ungheria                                                               | 3 – 1                                                                  | Austria                                                                | Qual. Mondiali 1986                                                    | -                                                                      | cap.                                                                   |
| 14-11-1984                                                             | Vienna                                                                 | Austria                                                                | 1 – 0                                                                  | Paesi Bassi                                                            | Qual. Mondiali 1986                                                    | -                                                                      | cap.                                                                   |
| 27-3-1985                                                              | Tbilisi                                                                | Unione Sovietica                                                       | 2 – 0                                                                  | Austria                                                                | Amichevole                                                             | -                                                                      | cap.                                                                   |
| 17-4-1985                                                              | Vienna                                                                 | Austria                                                                | 0 – 3                                                                  | Ungheria                                                               | Qual. Mondiali 1986                                                    | -                                                                      | cap.                                                                   |
| 1-5-1985                                                               | Rotterdam                                                              | Paesi Bassi                                                            | 1 – 1                                                                  | Austria                                                                | Qual. Mondiali 1986                                                    | -                                                                      | cap.                                                                   |
| 7-5-1985                                                               | Graz                                                                   | Austria                                                                | 4 – 0                                                                  | Cipro                                                                  | Qual. Mondiali 1986                                                    | -                                                                      | cap.                                                                   |
| 2-11-1988                                                              | Vienna                                                                 | Austria                                                                | 3 – 2                                                                  | Turchia                                                                | Qual. Mondiali 1990                                                    | -                                                                      |                                                                        |
| 25-3-1989                                                              | Vienna                                                                 | Austria                                                                | 0 – 1                                                                  | Italia                                                                 | Amichevole                                                             | -                                                                      |                                                                        |
| 20-5-1989                                                              | Lipsia                                                                 | Germania Est                                                           | 1 – 1                                                                  | Austria                                                                | Qual. Mondiali 1990                                                    | -                                                                      |                                                                        |
| 14-6-1989                                                              | Reykjavík                                                              | Islanda                                                                | 0 – 0                                                                  | Austria                                                                | Qual. Mondiali 1990                                                    | -                                                                      | cap.                                                                   |
| Totale                                                                 |                                                                        | Presenze                                                               | 83                                                                     |                                                                        | Reti                                                                   | 10                                                                     |                                                                        |

| Cronologia completa delle presenze e delle reti in nazionale (partite non ufficiali) ― Austria | Cronologia completa delle presenze e delle reti in nazionale (partite non ufficiali) ― Austria | Cronologia completa delle presenze e delle reti in nazionale (partite non ufficiali) ― Austria | Cronologia completa delle presenze e delle reti in nazionale (partite non ufficiali) ― Austria | Cronologia completa delle presenze e delle reti in nazionale (partite non ufficiali) ― Austria | Cronologia completa delle presenze e delle reti in nazionale (partite non ufficiali) ― Austria | Cronologia completa delle presenze e delle reti in nazionale (partite non ufficiali) ― Austria | Cronologia completa delle presenze e delle reti in nazionale (partite non ufficiali) ― Austria |
| Data                                                                                           | Città                                                                                          | In casa                                                                                        | Risultato                                                                                      | Ospiti                                                                                         | Competizione                                                                                   | Reti                                                                                           | Note                                                                                           |
| ---------------------------------------------------------------------------------------------- | ---------------------------------------------------------------------------------------------- | ---------------------------------------------------------------------------------------------- | ---------------------------------------------------------------------------------------------- | ---------------------------------------------------------------------------------------------- | ---------------------------------------------------------------------------------------------- | ---------------------------------------------------------------------------------------------- | ---------------------------------------------------------------------------------------------- |
| 7-6-1984                                                                                       | Vaduz                                                                                          | Liechtenstein                                                                                  | 0 – 6                                                                                          | Austria                                                                                        | Amichevole                                                                                     | 2                                                                                              | cap.                                                                                           |
| Totale                                                                                         |                                                                                                | Presenze                                                                                       | 1                                                                                              |                                                                                                | Reti                                                                                           | 2                                                                                              |                                                                                                |

## Palmarès

### Giocatore

#### Club
- Coppa d'Austria: 4

Austria Vienna: 1973-1974, 1976-1977, 1979-1980, 1985-1986
- Campionato austriaco: 7

Austria Vienna: 1975-1976, 1977-1978, 1978-1979, 1979-1980, 1983-1984, 1984-1985, 1985-1986
- Wiener Stadthallenturnier: 6

Austria Vienna: 1977, 1979, 1980, 1984, 1985, 1986
- Coppa Italia: 1

Inter: 1981-1982
- Campionato italiano: 1

Roma: 1982-1983

#### Individuale
- Stadthallenkönig: 10

1976, 1977, 1979, 1980, 1984, 1985, 1986, 1987, 1988, 1989
- Calciatore austriaco dell'anno: 3

1984, 1985, 1988
- Calciatore austriaco del secolo:

2004
- Golden Player della ÖFB:

2004

### Allenatore

#### Club
- Coppa d'Austria: 2

Austria Vienna: 1989-1990, 1991-1992
- Supercoppa d'Austria: 2

Austria Vienna: 1990, 1991
- Campionato austriaco: 2

Austria Vienna: 1990-1991, 1991-1992